# Easter, 1916

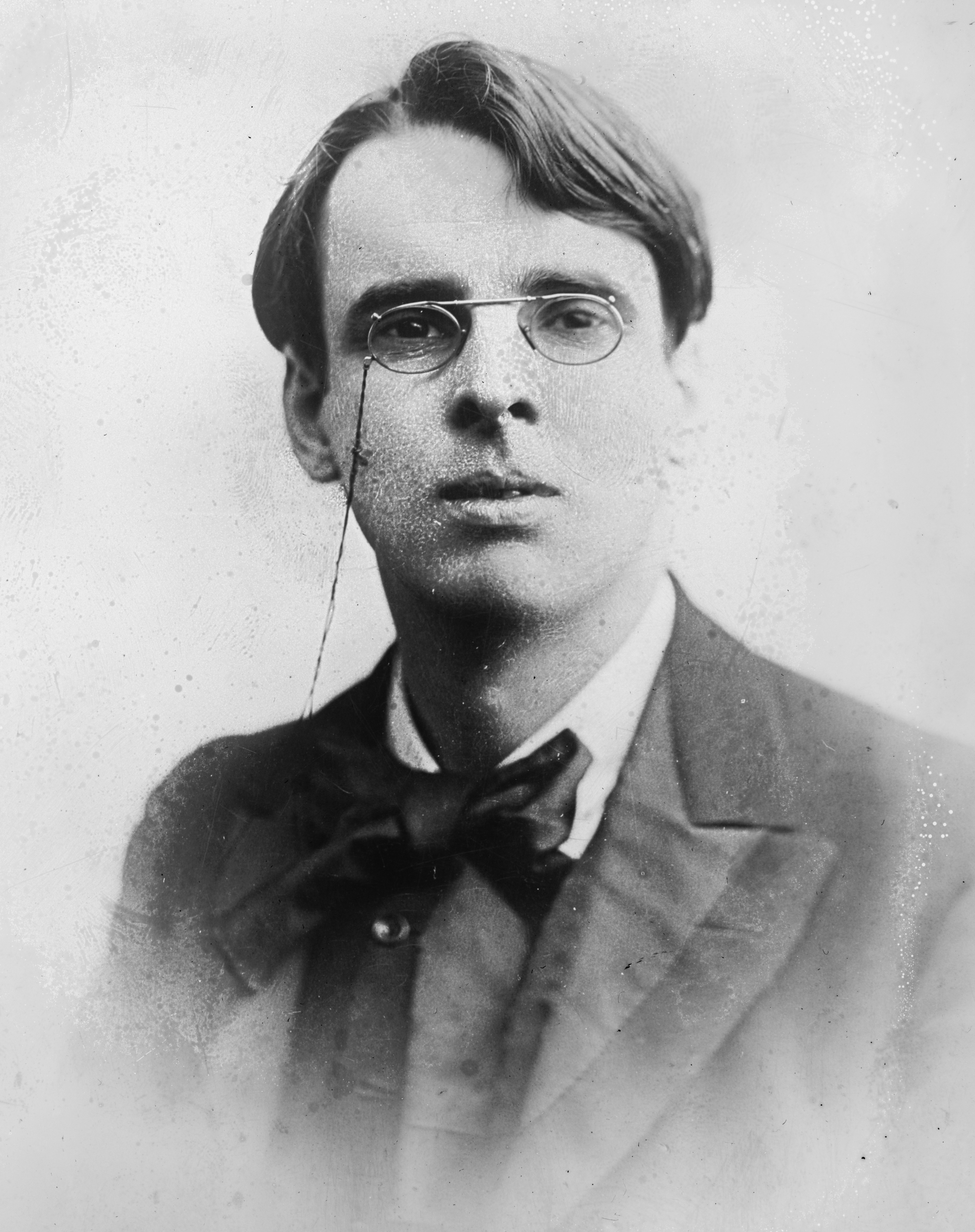
Fotografía de William Butler Yeats en 1920

Easter, 1916 es un poema escrito por W. B. Yeats que describe sus emociones ante los eventos del Alzamiento de Pascua ocurrido en Irlanda contra Inglaterra en la Pascua del lunes 24 de abril de 1916. El levantamiento fracasó y la mayoría de los líderes republicanos irlandeses implicados fueron ejecutados por traición. El poema se escribió entre mayo y septiembre de 1916, pero se publicó por primera vez en 1921 en la colección Michael Robartes and the Dancer.

## Poema[1]
Los conocí al final del día. 
Vienen con caras vívidas
Desde el mostrador o escritorio entre grises   
Casas del siglo XVIII.
He pasado con un movimiento de cabeza.   
O palabras educadas y sin sentido,   
O haberme quedado un rato y haber dicho   
Palabras educadas y sin sentido,
Y pensé antes de haberlo hecho.   
De un cuento burlón o de una burla   
Para complacer a un compañero
Alrededor del fuego en el club,   
Estando seguro de que ellos y yo   
Pero vivió donde se usa lo abigarrado:   
Todo cambió, cambió por completo:   
Nace una terrible belleza. 
Los días de esa mujer se gastaron   
En ignorante buena voluntad,
Sus noches de discusión
Hasta que su voz se volvió estridente.
¿Qué voz más dulce que la suya?   
Cuando, joven y bella,   
¿Ella cabalgó hacia los aguiluchos?
Este hombre había mantenido una escuela   
Y cabalgamos nuestro caballo alado;   
Este otro su ayudante y amigo   
Estaba entrando en su fuerza;
Quizás hubiera ganado fama al final,   
Tan sensible parecía su naturaleza,   
Tan atrevido y dulce su pensamiento.
Este otro hombre lo había soñado
Un patán borracho y vanidoso.
Había cometido un grave error.
Para algunos que están cerca de mi corazón,   
Aún así lo cuento en la canción;
Él también ha dimitido de su puesto.
En la comedia casual;
Él también ha sido cambiado a su vez,   
Transformado por completo:
Nace una terrible belleza. 
Corazones con un solo propósito   
A través del verano y el invierno parecen   
Encantado a una piedra
Perturbar la corriente viva.
El caballo que viene del camino,   
El jinete, los pájaros que vagan   
De nube en nube que cae,   
Minuto a minuto van cambiando;   
Una sombra de nube en el arroyo   
Cambia minuto a minuto;   
Un casco de caballo se desliza sobre el borde,   
Y un caballo chapotea en medio de ella;   
Las gallinetas de patas largas se zambullen,   
Y las gallinas llaman a los gallos de corral;   
Minuto a minuto lo viven:   
La piedra está en medio de todo. 
Un sacrificio demasiado largo
Puede hacer una piedra del corazón.   
¿Oh, cuándo será suficiente?
Esa es la parte del Cielo, nuestra parte.   
Murmurar nombre tras nombre,   
Como una madre nombra a su hijo   
Cuando por fin llega el sueño   
Sobre extremidades que se habían descontrolado.   
¿Qué es esto sino el anochecer?
No, no, no es la noche sino la muerte;   
¿Fue una muerte innecesaria después de todo?
Porque Inglaterra puede mantener la fe   
Por todo lo hecho y dicho.   
Conocemos su sueño; suficiente
Saber que soñaron y están muertos;   
¿Y si el exceso de amor?   
¿Los desconcertó hasta que murieron?   
Lo escribo en un verso:
MacDonagh y MacBride   
Y Connolly y Pearse
Ahora y en el tiempo por venir,
Dondequiera que se lleve el color verde,
Han cambiado, han cambiado por completo:   
Nace una terrible belleza. 
(25 de septiembre de 1916, Crédito de derechos de autor: n/a, Fuente: Poemas completos de W. B. Yeats (1989))